# 撒的迷失
撒的迷失（?—?），元朝大臣，元世祖时中书参知政事。
至元二十一年（1284年）十一月辛丑，安童为右丞相，卢世荣为中书右丞，史枢为中书左丞，撒的迷失由卢世荣推荐他担任中书省参知政事。至元二十二年（1285年），卢世荣被弹劾，他和御史中丞阿剌帖木儿等人以卢世荣所认之罪上奏，于是卢世荣下狱。至元二十七年（1290年），受命用五百辆车运送一千石大米赈济伯要部民。元贞二年（1296年）四月初一，元成宗命撒的迷失招集忙古歹部流民。